# Мартишьяк, Доминик
Доминик Мартишьяк (словац. Dominik Martišiak; 9 июля 2000) — словацкий футболист, нападающий клуба «Баник Острава».

## Биография

### Клубная карьера
19 мая 2017 года в возрасте 16 лет дебютировал в составе клуба «Сеница» в матче 32-го тура чемпионата Словакии против «Спартака Трнава», в котором вышел на замену на третьей добавленной минуте.

### Карьера в сборной
В 2017 году дебютировал в составе сборной Словакии до 17 лет.